# Duttlenheim
Duttlenheim is een gemeente in het Franse departement Bas-Rhin (regio Grand Est). De plaats maakt deel uit van het arrondissement Molsheim. Duttlenheim telde op 1 januari 2022 2.957 inwoners.

## Geografie
De oppervlakte van Duttlenheim bedroeg op 1 januari 2022 8,6 vierkante kilometer; de bevolkingsdichtheid was toen 343,8 inwoners per km².

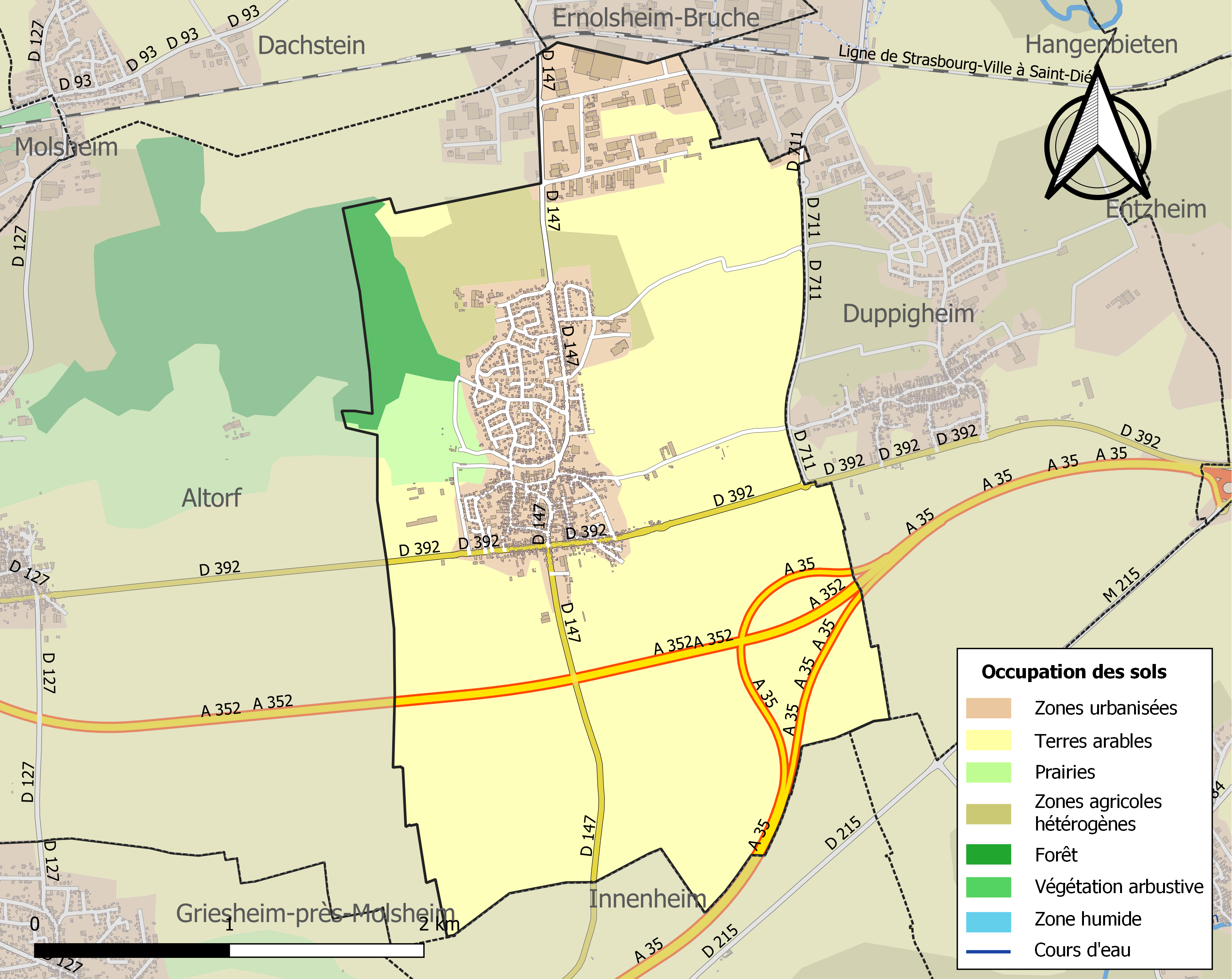
Kaart van de gemeente met de belangrijkste infrastructuur, bodemgebruik en omliggende gemeenten

## Demografie
Onderstaande figuur toont het verloop van het inwonertal (bron: INSEE-tellingen).